# Kalbsbrust
Kalbsbrust (franz. poitrine de veau, engl. veal breast) ist ein Teilstück vom geschlachteten Kalb des Hausrindes; gemeint ist das Brustfleisch sowohl mit als auch ohne die Knochen. 
Beim Kalb enthält dieses Teilstück meist den gesamten Brustkorb mit Sternum und Knorpel, der die beiden verbindet, es entspricht dem Rinderbruststück und wird aufgrund der geringen Größe des Kalbes bei handelsüblichen Teilstückzuschnitten meist mit der Dünnung (Platte, Bauch) an der Brust belassen. Wird die Brust mit der Dünnung zugeschnitten, heißt der Handelszuschnitt dann „Brust und Leiter lang“. Nach dem Abtrennen dieses Handelsteilstückes vom Vorderviertel wird das Vorderviertel ohne Brust  „Crops“ genannt.
Kalbsbrust ist besonders in der deutschen, italienischen und französischen Küche bekannt, und auch ein Teil des Seder am jüdischen Pessach-Fest. Zur Feier des syrischen Seder wird beispielsweise mit Favabohnen oder mit Pilzen gefüllte Kalbsbrust gereicht.

## Verwendung
Das von den Knochen ausgelöste Fleisch eignet sich besonders für Schmorgerichte, da Kalbfleisch reich an gallertartigem Kollagen ist, das hauptsächlich im Bindegewebe und in den weichen Knochen des Kalbes enthalten ist. Wenn das Fleisch langsam geschmort wird, wird es gabelweich, da das Kollagen zerfällt. Eine Alternative ist das Pökeln und Räuchern der knochenlosen Brust als Kalbsspeck, der wie Schweinefleischspeck in Scheiben geschnitten und verwendet wird. Eine beliebte Zubereitung ist die gefüllte Kalbsbrust, die aus der ausgelösten Kalbsbrust, aber auch mit den Rippen hergestellt werden kann.